# Leenhof De Zeven Torentjes

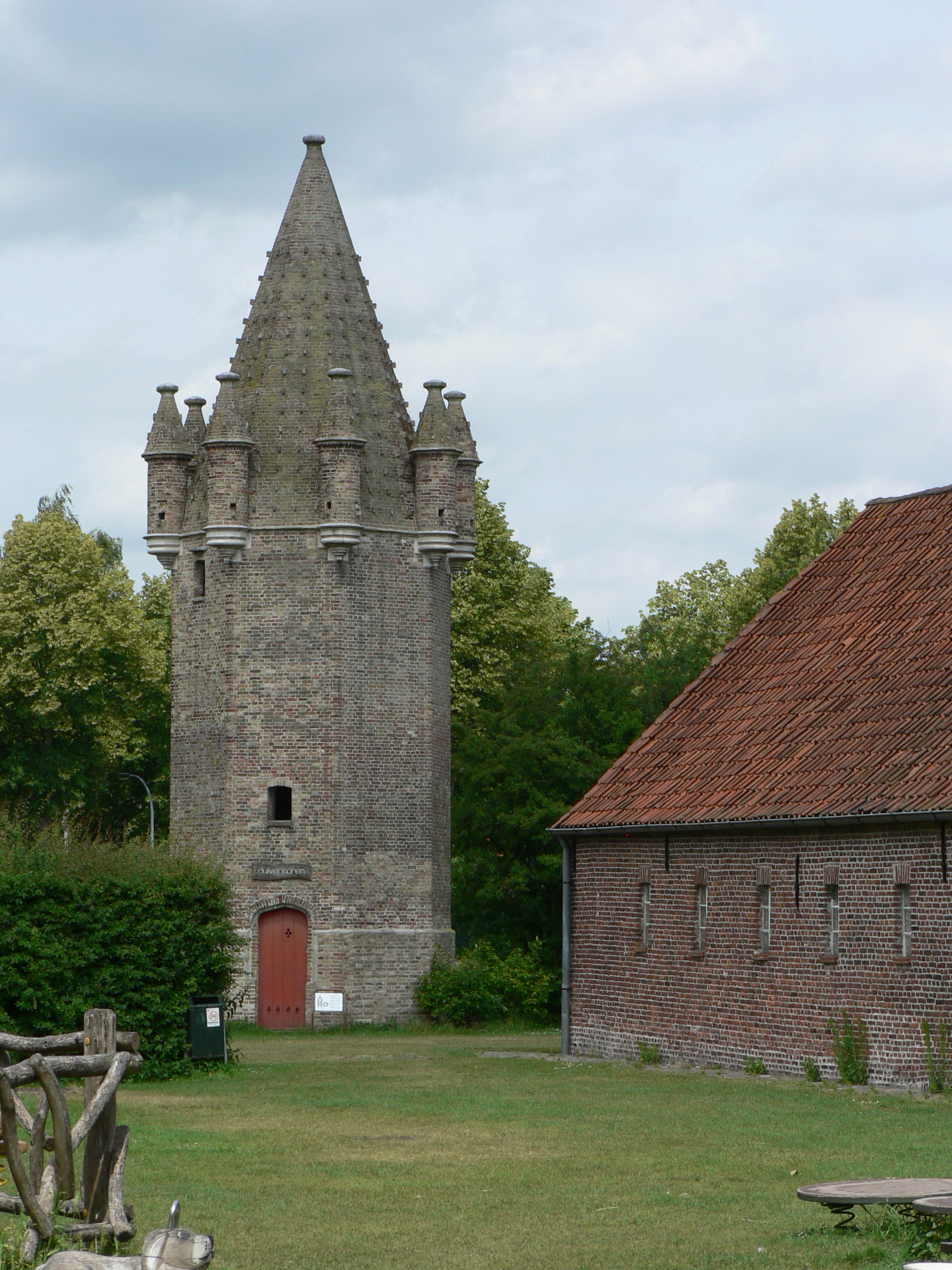
Duiventoren

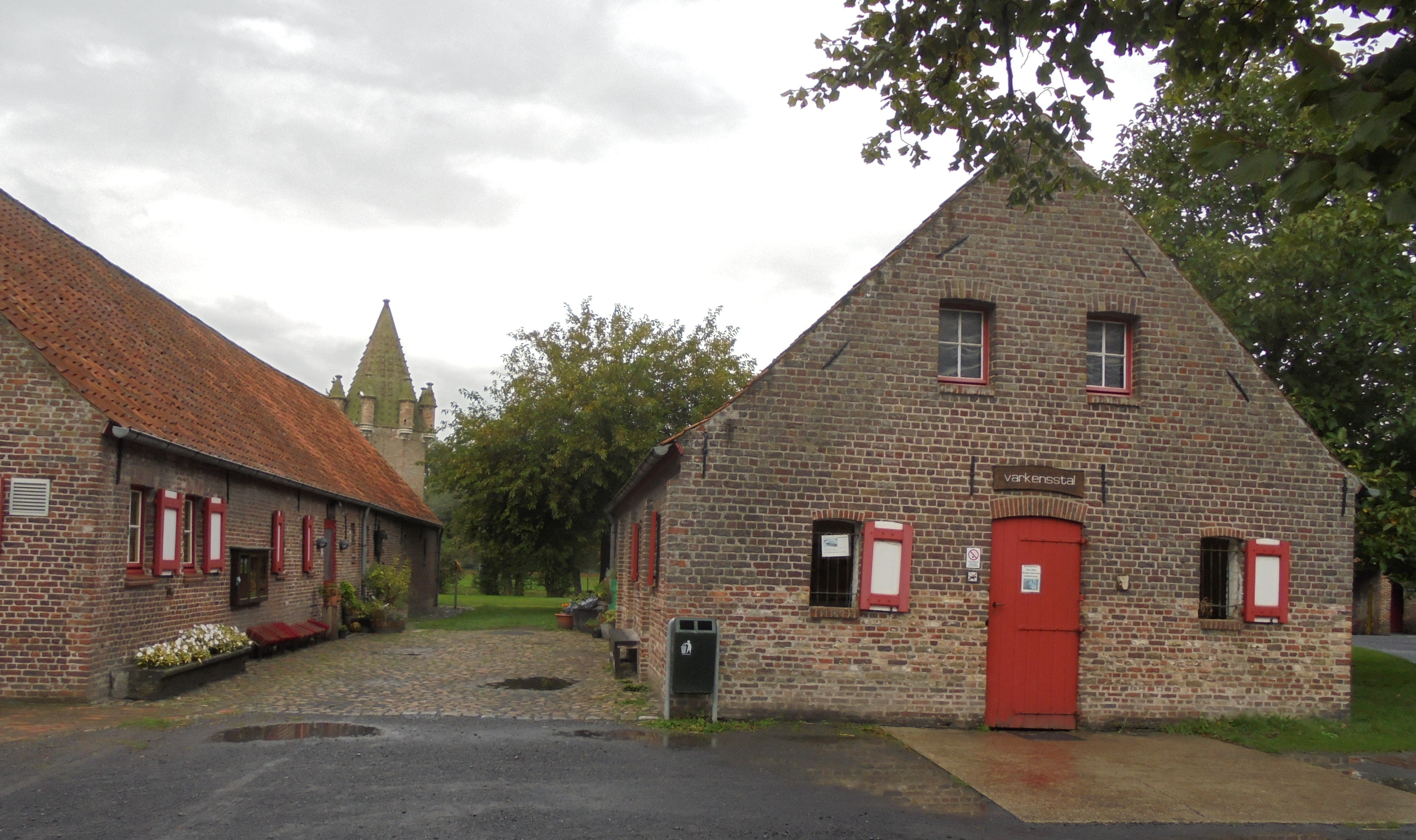
Boerderij

Het Leenhof "De Zeven Torentjes" is een hoeve in de tot de West-Vlaamse gemeente Brugge behorende plaats Assebroek, gelegen aan Canadaring 41. Het is een historische hoeve uit de 14de eeuw. De hoeve dankt haar naam aan de duiventoren met zeven zijtorentjes (in werkelijkheid acht, maar ze zijn nooit alle tegelijk zichtbaar). De hoeve is thans ingericht als kinderboerderij.

## Geschiedenis
Oorspronkelijk werd het domein Ter Leyen genoemd, naar de familie die de hoeve verschillende generaties in bezit had. In 1372 verwierf Boudewijn de Vos, schepen van Brugge, het domein. Hij leende het als feodaal leen uit. Met de wijziging van eigenaar kwam er ook een nieuwe naam: 's Heer Boudewijnsburg. Het gebied bevat aan het begin van de 21ste eeuw 38 hectare binnen de omwalling.
Op het eind van de 15e eeuw wordt het gebied verwoest tijdens de Vlaamse Opstand tegen Maximiliaan, het conflict tussen de Bruggelingen en Maximiliaan van Oostenrijk. Erna krijgt het gebied verschillende nieuwe eigenaren, onder andere de familie Van der Steene. Tussen 1515 en 1666 is het eigendom van de Bourgondische familie Le Gros. In de 16de eeuw is dit het zomerverblijf, terwijl een landbouwer het neerhof uitbaat.
In deze periode wordt de hoeve ook afgebeeld op de kaart van Pieter Pourbus. Hieruit blijkt dat de hoeve een vierkante gracht heeft, met een toegang op de westelijke kant.
Vanaf 1569 prijkt er een omwald kasteel met voorpoort, stenen brug over de omwalling en de typerende duiventoren – een duidelijk teken van de hoge status van de bewoners. Op het domein zijn er een neerhof met boerderij, boomgaard en kruidentuin.
In de 18de eeuw raakt de boerderij in verval. Er was onder meer een jeneverstokerij in ondergebracht. In het begin van de 19de eeuw zijn er enkel nog de gebouwen, die er vandaag de dag ook nog staan. Het is ook in deze periode, namelijk in 1828, dat de hoeve de naam De Zeven Torrekens krijgt.
In 1957 wordt het deel verkaveld. Pas in 1972 koopt de stad het resterende deel van 3 hectare aan, waaronder de gebouwen en de duiventoren. Er volgt een renovatie van de hoeve, waarvoor de architect René Platteeuw uit Brugge wordt ingeschakeld, die er ook een 19de-eeuwse schuur bouwt die afkomstig was van de hoeve Groot ter Doest te Dudzele. In 1978 opent de hoeve de deuren als kinderboerderij 'De Zeven Torentjes', als eerste kinderboerderij in Vlaanderen.

## Gebouwen
De hoeve heeft zeven losse gebouwen die om een erf staan gegroepeerd en dateren van de 17e, 18e en 19e eeuw. Het betreft het woonhuis (tegenwoordig in gebruik als horeca); een grote stal; een schuur met wagenhuis (1660); varkens-en koeienstal; bakhuis; schuur, afkomstig van Dudzele; duiventoren.
De bakstenen duiventoren is vermoedelijk 16e-eeuws. Hij heeft een bakstenen spits die wordt bekroond door acht (niet zeven!) hoektorentjes. Er is een benedenruimte die met een bakstenen gewelf wordt overwelfd. Daarboven is de duivenzolder met 650 L-vormige nissen.

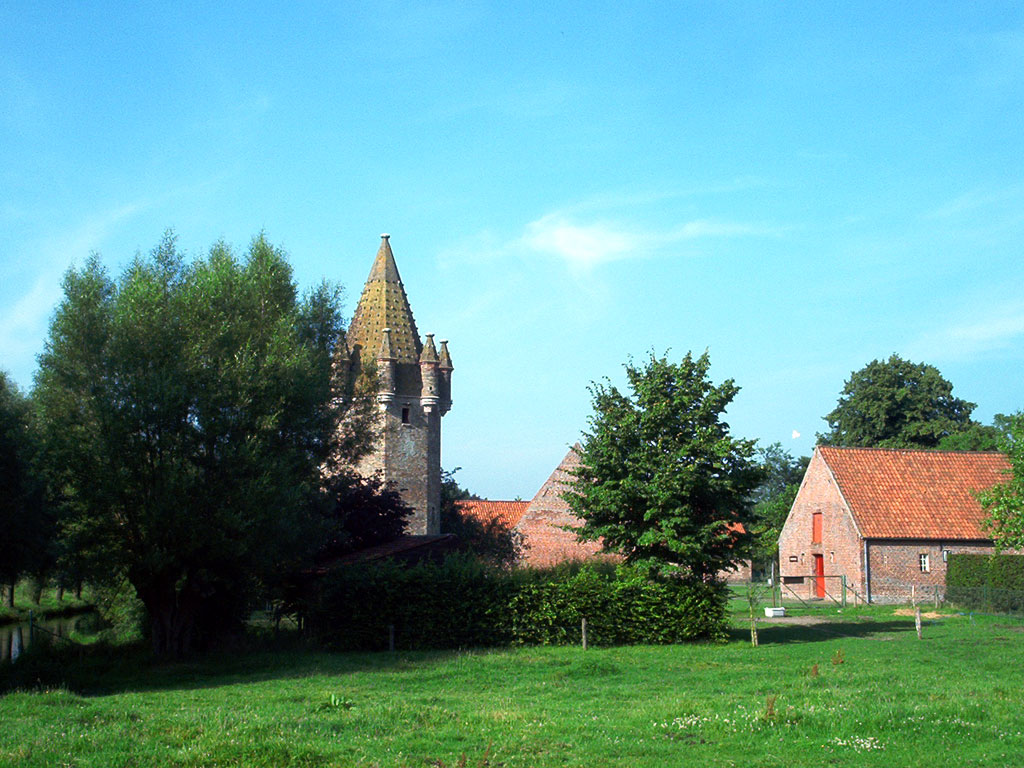
De duiventoren met de typerende zeven torentjes met verschillende hoevegebouwen

## Status als beschermd monument
De hoeve en duiventoren zijn vanwege hun rijke geschiedenis beschermd als erfgoed.

## Kinderboerderij
Sinds 1979 is de hoeve in gebruik als kinderboerderij, waar kinderen kennismaken met de vele boerderijdieren. Ze is overdag vrij te bezoeken. Ook via groepsactiviteiten zoals brood bakken, vetbollen voor vogels maken of kaarsen gieten vervult de kinderboerderij een educatieve functie.